# بوبي ألسويرث
بوبي ألسويرث (بالإنجليزية: Bobby Ellsworth)‏ هو مغني وموسيقي أمريكي، ولد في 3 مايو 1959 في نيوجيرسي في الولايات المتحدة.

## وصلات خارجية
- بوبي ألسويرث على موقع IMDb (الإنجليزية)
- بوبي ألسويرث على موقع ميوزك برينز (الإنجليزية)
- بوبي ألسويرث على موقع أول ميوزيك (الإنجليزية)
- بوبي ألسويرث على موقع ديسكوغز (الإنجليزية)